# 拉寧火山
拉寧火山（Volcán Lanín）是阿根廷和智利接壤邊境上的層狀火山，是阿根廷內烏肯省的象徵，最近一次的火山爆發時間估計在過去10,000年內，但確實時間不詳。攀登路線頗簡單，但仍有登山者因不慎失足死亡。

## 參考文獻

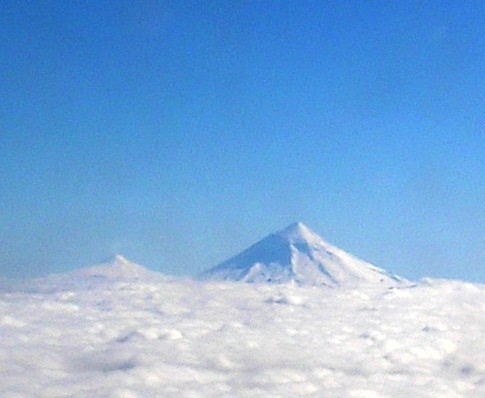
拉寧火山（前者）